# 48-я гвардейская танковая бригада
48-я гвардейская танковая Вапнярско-Варшавская ордена Ленина Краснознамённая орденов Суворова и Кутузова бригада — танковая бригада РККА времён Великой Отечественной войны. Создана путём преобразования 109-й танковой бригады в гвардейскую.

## История
В июне 1942 года в г. Воронеж сформирована 109-я танковая бригада.
Боевой путь начала 16 июня 1942 на Брянском фронте в 16-м танковом корпусе, который 20 ноября 1944 года был преобразован в 12-й гвардейский танковый корпус. В составе этого корпуса бригада действовала на разных фронтах до конца войны. 
15 марта способствовала освобождению мощного узла обороны немецких войск - станции и г. Вапнярка, за что бригаде присвоено наименование «Вапнярская».
Награждена орденом Красного Знамени (8 апр.). Награждена орденом Кутузова 2-й степени (9 авг.).
С 12 августа 1944 до конца войны действовала в составе войск 1-го Белорусского фронта (в 8-й гвардейской, 2-й гвардейской танковой, 61-й и снова во 2-й гвардейской танковой армии). «За высокое воинское мастерство, мужество и героизм, проявленные личным составом в боях с немецко-фашистскими захватчиками», преобразована в 48-ю гвардейскую танковую бригаду (1 декабря 1944 года).
За успешное выполнение боевых задач при освобождении г. Варшава ей было присвоено почётное наименование «Варшавская» (19 февраля 1945).
Успешно действовала бригада в составе 2-й гвардейской танковой армии в Берлинской наступательной операции 1945 года.
За образцовые боевые действия восточнее г. Штаргард (Старгард-Щециньски) была награждена орденом Суворова 2-й степени (26 апр.), а за отличия в боях за Берлин - орденом Ленина (11 июня 1945).

## Полное название
48-я гвардейская танковая Вапнярско-Варшавская ордена Ленина, Краснознамённая, орденов Суворова и Кутузова бригада

## Состав
- 20 ноября 1944 г. переформирована в гвардейскую по штатам №№ 010/500-010/506:
- Управление бригады (штат № 010/500)
- 1-й отд. танковый батальон (штат № 010/501)
- 2-й отд. танковый батальон (штат № 010/501)
- 3-й отд. танковый батальон (штат № 010/501)
- Моторизованный батальон автоматчиков (штат № 010/502)
- Зенитно-пулемётная рота (штат № 010/503)
- Рота управления (штат № 010/504)
- Рота технического обеспечения (штат № 010/505)
- Медсанвзвод (штат № 010/506)

## Подчинение
Период вхождения 48-й гвардейской танковой бригады в Действующую армию: с 05.06.1942 по 9.05.1945.
Входила в состав 12-го гвардейского танкового корпуса 8-й гвардейской армии и 2-й гвардейской танковой армии 1-го Белорусского фронта

## Командование

### Командиры
- подполковник, с 23 августа 1942 года полковник Архипов, Василий Сергеевич (июнь 1942 — апрель 1943);
- полковник Бабковский, Пётр Дмитриевич (апрель 1943 — апрель 1944);
- подполковник А. М. Базилеев (апрель — июнь 1944 года);
- подполковник Макаров, Василий Иосифович (июнь 1944 —  апрель 1945);
- полковник Е. И. Жаров (апрель — май 1945 года).

## Отличившиеся воины бригады
В ходе войны свыше 3000 воинов бригады были награждены орденами и медалями, 5 удостоены звания Героя Советского Союза.
- Богацкий, Егор Петрович, гвардии капитан, командир танковой роты.
- Горбушко, Юрий Фёдорович, гвардии старшина, механик-водитель танка.Погиб а бою 5 февраля 1945 года.
- Кардашин, Алексей Владимирович, гвардии старший лейтенант,  командир танковой роты.
- Макаров, Василий Иосифович, гвардии подполковник, командир бригады.Погиб в бою 18 апреля 1945 года.

## Награды и наименования
| Награда, наименование     | Дата                 | За что получена |
| ------------------------- | -------------------- | --- |
| «Вапнярская»              | 19 марта 1944 года   | Почётное наименование присвоено в ознаменование одержанной победы и за отличие в боях за освобождение Вапнярки.Приказ Верховного Главнокомандующего № 062 от 19 марта 1944 года. |
| Орден Красного Знамени    | 8 апреля 1944 года   | За образцовое выполнение боевых заданий командования на фронте борьбы с немецкими захватчиками при форсировании р. Прут в районе Фалешты и проявленные при этом доблесть и мужество.Указ Президиума Верховного Совета СССР от 8 апреля 1944 года. |
| орден Кутузова II степени | 9 августа 1944       | За образцовое выполнение боевых заданий командования на фронте борьбы с немецкими захватчиками, за овладение городом Демблин и проявленные при этом доблесть и мужество.Указ Президиума Верховного Совета СССР от 9 августа 1944 года. |
| «Гвардейская»             | 1 декабря 1944 года  | За образцовое выполнение боевых заданий командования на фронте борьбы с немецкими захватчиками и проявленные при этом доблесть и мужество. |
| «Варшавская»              | 19 февраля 1945 года | Почётное наименование присвоено в ознаменование одержанной победы и за отличие в боях при овладении городом Варшава. Приказ Верховного Главнокомандующего № 010 от 19 февраля 1945 года. |
| орден Суворова II степени | 26 апреля 1945 года  | За образцовое выполнение заданий командования в боях с немецкими захватчиками при прорыве обороны немцев восточнее города Штаргард и овладении городами Бервальде, Темпельбург, Фалькенбург, Драмбург, Вангерин, Лабес, Фрайенвальде, Шифельбайн, Регенвальде, Керлин и проявленные при этом доблесть и мужество.Указ Президиума Верховного Совета СССР от 26 апреля 1945 года. |
| Орден Ленина              | 11 июня 1945 года    | За образцовое выполнение заданий командования в боях с немецкими захватчиками при овладении столицей Германии городом Берлин и проявленные при этом доблесть и мужество.Указ Президиума Верховного Совета СССР от 11 июня 1945 года. |